# Bredelem
Das Dorf Bredelem liegt am Rand des Harzes im Landkreis Goslar und gehört zur Stadt Langelsheim.

## Ortsgliederung
Zu Bredelem [bredəˌlɛm] gehört der Ortsteil Palandsmühle. Zur Feldmark gehören zudem Teile der Wüstungen „Dolgen“ und „Mittelharingen“ sowie eines im 19. Jahrhundert aufgelösten Vorwerks der Domäne Liebenburg – dem Haarhof. Im Sölterswinkel existierte ab ca. 1920 ein landwirtschaftlicher Aussiedlerhof mit Restauration, der in der zweiten Hälfte des 20. Jahrhunderts wieder aufgegeben wurde.

## Geschichte
Bredelem wurde erstmals 1147 als Bredenheim oder auch Brethenehim urkundlich erwähnt. Als erster Bewohner wird – ebenfalls 1147 – Guntherus de Bredenheim namentlich genannt. Die Bedeutung des Namens ist nicht eindeutig geklärt: Nach Casemir und Ohainski ist darunter eine „breite Siedlung“ oder eine „Siedlung an einer breiten (Acker-)Fläche“ zu verstehen (bred = breit oder Breite; -heim oder -hēm = Siedlung). Die Endung „heim“ deutet nach dem Heimatforscher Otto Thielemann auf eine vorfränkische Siedlung in der Entstehungszeit zwischen 531 n. Chr. und 800 n. Chr. hin.
Westlich des Laufes der Innerste gelegen, waren wahrscheinlich die fruchtbaren Böden am Ufer des Flusses die Grundlage der Siedlung. Besiedelt war das Gebiet des heutigen Dorfes schon wesentlich früher.
1830 vernichtete ein Feuer das Dorf fast vollständig. Beim Wiederaufbau wurde es großzügiger angelegt, um mit breiteren Wegen und Straßen künftig ähnlichen Katastrophen entgegenzuwirken.
Während des Zweiten Weltkriegs wurde auf der Haar ein Feldflugplatz betrieben. Selbiger war dem Fliegerhorst Goslar angegliedert. Der Fliegerhorst betrieb später einen Standortübungsplatz in unmittelbarer Nähe. Der Standortübungsplatz ist heute ein Naturschutzgebiet.
Bredelem wurde anlässlich der niedersächsischen Gebietsreform am 1. Juli 1972 in die Stadt Langelsheim eingemeindet.

## Politik

### Ortsrat
Der Ortsrat, der den Ortsteil Bredelem vertritt, setzt sich aus fünf Mitgliedern zusammen. Die Ratsmitglieder werden durch eine Kommunalwahl für jeweils fünf Jahre gewählt.
Bei der Kommunalwahl 2021 ergab sich folgende Sitzverteilung:
| Ortsrat 2021Insgesamt 5 Sitze - SPD: 2 - Grüne: 1 - CDU: 2 |

### Ortsbürgermeister
Ortsbürgermeister ist Andreas Gehrmann (SPD).

## Kultur und Sehenswürdigkeiten
- Bei dem 1959 gefundenen fast 17 m langen Hünengrab, dem Galeriegrab Bredelem, handelt sich um eine rund 5000 Jahre alte Megalithanlage aus dem Neolithikum.
- Die St. Matthäuskirche wurde 1846 bis 1847 an der Stelle des damals abgebrochenen Vorgängerbaus als flachgedeckter Saalbau mit Westturm errichtet. Vom Vorgängerbau sind noch einige Reste in der heutigen Kirche erhalten.[7]
- 1847/48 erbaute Philipp Furtwängler in der Kirche seine zwölfte Orgel, sie erklingt heute wieder im restaurierten Originalzustand.
- Die Landschaft ist durch drei Naturschutzgebiete gekennzeichnet: Appelhorn, Schlackenhalde Bredelem und das Mittlere Innerstetal mit Kanstein.

## Persönlichkeiten
- Brigitte Scherb (* 14. Juli 1954 in Dennhausen) ist eine deutsche Juristin und war von 2007 bis 2019 Präsidentin des Deutschen LandFrauenverbandes (dlv).